# 藤あかね
藤 あかね（ふじ あかね、1965年10月18日 - ）は、1980年代後半に活動した日本のAV女優。東京都出身。原田 優子、藤木 優子名義でも活躍していた。1968年生まれの説もある。
豊田薫監督の「口全ワイセツ」の第1作に出演したことで知られる。Eカップの巨乳で人気を博した。

## 作品

### アダルトビデオ
- そそられて、夢気分（1987年、シネマジック） - 原田優子名義
- KAGEKI本番 Eカップの女バスト92cm（1987年、ファイブスター） - 原田優子名義
- 口全ワイセツ～くちびるに愛をこめて～（1987年、SAMM）
- スカートの下の異物（1987年、九鬼）
- スーパーハード宣言（1987年、アリーナ） - 原田優子名義
- 海女神（1987年、シャリオ）
- フェチしましょ！（1987年、ワコー）
- 堕天使・ドール（1987年、アルファビデオ）
- 恍惚に乱れて（1987年、ビッグモーカル）
- 幻魔（1987年、ロコ）
- 巨乳女類（1987年、フェニックス）
- 昂ぶり絵日記（1987年、現映社）
- ハレンチビデオリーグ 創刊号（1987年、日活）
- 極限FUCK　頂戴　（にっかつ）

### ポルノ映画
- ザ・本番 OL採用試験（1987年、日活） - 原田優子名義